# Аякучанский кечуа
Аякучанский кечуа (или кечуа-чанка) — это вариант кечуа, на котором говорят в перуанских департаментах Аякучо, Уанкавелика и Апуримак, а также выходцы из Аякучо в Лиме. Имея около 1 миллиона носителей, аякучанский кечуа является одним из крупнейших кечуанских диалектов наряду с кусканским кечуа. Эти два близких диалекта лежат в основе стандартизированной формы южного кечуа. Второе название, чанка, происходит от названия местного племени чанка, контролировавшего указанную территорию до инкского завоевания. Аякучанский кечуа считается наиболее близким «общему языку» (lengua general), бывшему в ходу в Вице-королевстве Перу.

## Фонология

### Гласные
В аякучанском кечуа три гласных фонемы: /a/, /i/ и /u/. Монолингвы произносят их как [æ], [ɪ] и [ʊ] соответственно, хотя гласные испанского языка ([ä], [i], [u] тоже встречаются. В соседстве с увулярным фрикативным /χ/, они приобретают оттенок гласных [ɑ], [ɛ] и [ɔ] соответственно.

### Согласные
|               | Губные | Альвеолярные | Палатальные | Заднеязычные | Увулярные | Глоттальные |
| Смычные       | p      | t            |             | k            |           |             |
| Аффрикаты     |        |              | tʃ <ch>     |              |           |             |
| Фрикативные   |        | s            |             |              | χ <q>     | h           |
| Носовые       | m      | n            | ɲ <ñ>       |              |           |             |
| Боковые       |        | l            | ʎ <ll>      |              |           |             |
| Дрожащие      |        | r            |             |              |           |             |
| Аппроксиманты | w      |              | j <y>       |              |           |             |

Символы, обозначающие отдельные звуки на письме, показаны в <угловых скобках>.
Отличия от кусканского кечуа:
- Отсутствуют эйективные смычные согласные.
- /χ/ является фрикативным во всех позициях.
- В аякучанском кечуа отсутствует характерная фрикативизация смычных в конце слога; например, nuqanchis (кусканский кечуа), но ñuqanchik (аякучанский кечуа).

В аякучанском кечуа есть сотни заимствованных из испанского слов, поэтому некоторые носители языка (даже монолингвы) воспроизводят испанскую произносительную норму. Такие фонемы, как /f/ /v/ /b/ /d/ /g/ /e/ /o/ уже воспринимаются как составная часть языковой системы.

## Морфология
Основные особенности аякучанского кечуа:
- Местоимения
  - Местоимение 1л.ед.ч. — ñuqa (в кусканском nuqa, иногда встречается также ñuqa).
  - Местоимение 2л.ед.ч. — qam (в кусканском qan).
  - Местоимение 1л.мн.ч. (инклюзивное) — ñuqanchik (в кусканском nuqanchis).
- Спряжение глаголов
  - В 1л.ед.ч. эксклюзивный суффикс — -niku, а не -yku (как в кусканском кечуа); пример:
    - rimaniku «мы говорим».

  - Суффикс в 1л.мн.ч. (инклюзивный) и во 2л.мн.ч. имеет форму -chik, в отличие от кусканского -chis.
  - Показатель прогрессива —инфикс -chka-, в отличие от кусканского -sha- или -sya-; пример:
    - rimachkani «я говорю (в данный момент речи)».

  - В прошедшем времени суффикс 3л.ед.ч. -n может быть опущен: rimarqa «он(а) говорил(а)».